# Kalavad
Kalavad là một thành phố và khu đô thị của quận Jamnagar thuộc bang Gujarat, Ấn Độ.

## Địa lý
Kalavad có vị trí 22°13′B 70°23′Đ / 22,22°B 70,38°Đ Nó có độ cao trung bình là 87 mét (285 feet).

## Nhân khẩu
Theo điều tra dân số năm 2001 của Ấn Độ, Kalavad có dân số 24.857 người. Phái nam chiếm 50% tổng số dân và phái nữ chiếm 50%. Kalavad có tỷ lệ 68% biết đọc biết viết, cao hơn tỷ lệ trung bình toàn quốc là 59,5%: tỷ lệ cho phái nam là 73%, và tỷ lệ cho phái nữ là 63%. Tại Kalavad, 11% dân số nhỏ hơn 6 tuổi.